# 부안 격포리 후박나무 군락
부안 격포리 후박나무군락은 대한민국의 천연기념물 제123호이다. 전북특별자치도 부안군 격포리에 있는 후박나무 군락이다.